# 三宅権右衛門
三宅権右衛門（みやけ ごんえもん、生没年不詳）は戦国時代の武将。織田氏の家臣。

## 略歴
永禄11年(1568年) 2月、織田信孝が神戸家に養子に入った際に信孝の補佐として付けられた（『勢州軍記』）。その後の詳細は不明。